# Metazygia bolivia
Metazygia bolivia là một loài nhện trong họ Araneidae.
Loài này thuộc chi Metazygia. Metazygia bolivia được Herbert Walter Levi miêu tả năm 1995.